# 토르갑옷땃쥐
토르갑옷땃쥐(Scutisorex thori)는 땃쥐과에 속하는 포유류의 일종이다. 콩고민주공화국의 토착종이다. 갑옷땃쥐(Scutisorex somereni)의 자매종으로 척추뼈가 유연하게 맞물리는 유일한 포유류로 알려져 있다.